# Castrisch
Castrisch foi uma comuna da Suíça, no Cantão Grisões, com cerca de 413 habitantes. Estendia-se por uma área de 7,18 km², de densidade populacional de 58 hab/km². Confinava com as seguintes comunas: Ilanz, Riein, Sagogn, Schluein, Sevgein, Valendas.
As línguas oficiais nesta comuna eram o alemão e o romanche.

## História
Em 1 de janeiro de 2009, passou a formar parte da nova comuna de Ilanz/Glion.